# Муханов Володимир Васильович
Володимир Васильович Муханов (нар. 20 квітня 1954, Раменське, Московська область, РРФСР) — радянський та російський футболіст, нападник, згодом — футбольний тренер. Майстер спорту СРСР (1983).

## Кар'єра гравця
Вихованець СДЮШ Раменське. Перший тренер — А. Ліпаткін.
З 18 років — у складі московського ЦСКА. Три сезони провів у дублі, а в 1975 дебютував за основу. Однак уже в наступному році був відправлений у ростовський СКА. У Ростові провів два сезони, з невеликою перервою на тренувальний збір із «Крилами Рад» із Куйбишева.
У 1978—1979 роках грав за воронезький «Факел», з яким піднявся з 2-ї ліги в 1-шу і де вперше проявив себе як бомбардир. В 1980 році повернувся в Москву, де грав за «Локомотив». І хоча команда не втрималася в сезоні 1980 року в вищій лізі, Муханов команду не покинув і виступав у ній ще три сезони.
У 1984—1986 роках не виступав. У 1987 увійшов до заявки клубу 2-ї ліги «Сокіл» (Саратов), де знову нагадав про себе як про бомбардира. У 1988 році, вже будучи в складі «Факела», знову допоміг команді піднятися лігою вище.
Сезон 1989 року провів у клубі «Нива» (Вінниця), після чого завершив виступи. У 1992 році ненадовго відновив кар'єру, відігравши півсезону в «Нафтохіміку», в складі якого зіграв 18 матчів, і спробував свої сили в міні-футболі в складі клубу «Новорусь» (Москва).
У «Нафтохіміку» працював і як головний тренер, і це стало стартом його тренерської кар'єри.

## Кар'єра тренера
У 1995 році очолив клуб з рідного міста «Сатурн» (Раменське). Також був головним тренером у клубах «Лада-Симбірськ» і «Фабус».
У 2002 році працював у Латвії, тренував «Металургс» (Лієпая).
З 2003 року в Казахстані. Вигравав медалі чемпіонату з «Тоболом» (Костанай), Кубок країни 2005 зі столичним «Женісом», але особливих успіхів домігся з «Актобе» з 2006 по 2012 роки, ставши поспіль триразовим чемпіоном країни і чотири рази призером чемпіонату.
У 2013 році повернувся в Росію, 6 червня 2013 року призначений головним тренером воронезького «Факела». 15 листопада 2013 року був звільнений із зіайманої посади. 10 грудня 2013 року погодився очолити «Хімки». По завершенні сезону, 18 червня 2014 року, залишив клуб.
У грудні 2014 року повернувся в Казахстан — головний тренер клубу «Окжетпес» з Кокшетау.
З травня 2017 року — знову головний тренер клубу «Актобе».

## Досягнення як тренера
«Тобол»
- Прем'єр-ліга
  -  Срібний призер (1): 2003
  -  Бронзовий призер (1): 2004

«Женіс»
- Кубок Казахстану
  -  Володар (1): 2005

«Актобе»
- Прем'єр-ліга
  -  Чемпіон (3): 2007, 2008, 2009
  -  Срібний призер (2): 2006, 2010
  -  Бронзовий призер (1): 2011, 2012

- Кубок Казахстану
  -  Володар (1): 2008

- Суперкубок Казахстану
  -  Володар (2): 2008, 2010